# Henning August von Arnim-Schlagenthin
Henning August Graf von Arnim-Schlagenthin (* 21. April 1851 in Berlin; † 20. August 1910 in Bad Kissingen) war ein preußischer Fideikommissherr und königlich-preußischer Leutnant der Reserve und Mitglied der Reichskommission zur Enquete über Börsenwissenschaft.

## Leben

### Herkunft
Henning August von Arnim war der einzige Sohn des preußischen Diplomaten Harry von Arnim und stammte aus der Ehe mit Elise von Prillwitz (1827–1854). Sein Vater diente als preußischer Gesandter in Rom und als deutscher Botschafter in Paris. Seine Halbschwester Margarete (* 9. Dezember 1859; † 2. Mai 1940) war mit dem Staatsminister Bernd von Arnim verheiratet.

### Militärlaufbahn
In seinen frühen Lebensjahren bekam er Klavierunterricht bei Wagner und Liszt. Die Liebe zur Musik verband ihn mit seiner spätere Ehefrau Mary und schuf die Freundschaft in die Familie Wagners, u. a. zu Cosima Wagner.
Henning August von Arnim nahm als Fahnenjunker am Deutsch-Französischen Krieg teil und war danach Leutnant der Reserve. Während der Zeit, als sein Vater in Paris war, sowie nach dessen Flucht vor einer Gefängnisstrafe aus Nassenheide ins Ausland 1874, übernahm Henning August die Verwaltung der in verschiedenen preußischen Provinzen gelegenen Besitztümer, u. a. auch das Rittergut Milow und das über seine Mutter in die Ehe eingebrachte Gut Schlagenthin, wodurch er den Beinamen erhielt. Durch Verschwendung waren die Güter schon zu dieser Zeit in finanziellen Schwierigkeiten, mit welcher er zeitlebens zu kämpfen hatte.
Er gilt ab 1892 als Hauptinitiator der 1899 eingeweihten Bahnstrecke von Genthin nach Milow.
Als Landwirt und Züchter galt sein Interesse der Züchtung neuer widerstandsfähiger Kartoffel- und Getreidesorten sowie der Rinder- und Schweinezucht. Mit erheblichem Aufwand engagierte er sich hinsichtlich der Rehabilitation seines Vaters und die mit der Verurteilung seines Vaters einhergehenden vermeintlichen Repressalien gegen ihn.
Graf von Arnim-Schlagenthin heiratete in erster Ehe am 27. Oktober 1886 Anna Gräfin zu Törring-Jettenbach (1863–1888). Am 21. Februar 1891 heiratete er die Engländerin Mary Annette Beauchamp in London. Ab dieser Zeit trat er in Briefwechsel mit dem Schwiegervater Henry Beauchamp. Sie bekamen vier Töchter und einen Sohn (siehe Kinder). Seine Ehefrau schrieb als Elizabeth von Armin eine Reihe von Romanen. Sie beschrieb ihn als man of wrath (Mann des Zorns).
Bis in die 1890er Jahre war er in Berlin ansässig, bevor die Familie 1896 auf das zurückübertragene Familiengut Nassenheide zog. Dieses war 1898 Inspiration für das erste Buch von Elizabeth von Armin Elisabeth und ihr Garten. 1899 folgte eine kurzzeitige Verhaftung mit anschließendem, ihn letztendlich entlastenden Gerichtsverfahren. In dieser Zeit wurden die Kinder auf Nassenheide von 1905 von E. M. Forster und 1907 von Hugh Walpole, den er seit seinem Studium in Oxford kannte, unterrichtet. In dieser Zeit geriet er in finanzielle Schwierigkeiten und war wegen Betrugs eingesperrt. Elizabeth zog 1908 mit den Kindern zurück nach England; aufgrund von Affären Hennings hatte das Ehepaar schon vorher getrennte Schlafzimmer.
Er war in der Deutschen Landwirtschafts-Gesellschaft und ab 1908 als gewähltes Mitglied in der Leitung der Gesellschaft. 1910 musste er, um der drohenden Zwangsversteigerung zu umgehen, das Gut Nassenheide verkaufen. Anschließend erkrankte er und starb kurze Zeit später auf Kur in Bad Kissingen.

### Familie

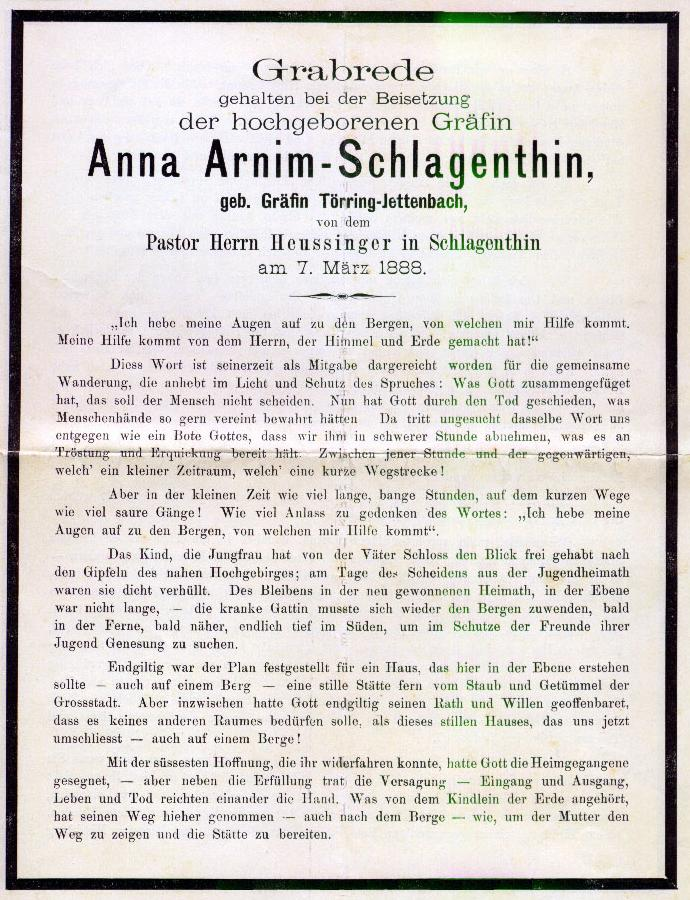
Grabrede für Anna Arnim-Schlagenthin

Er heiratete am 27. Oktober 1886 die Gräfin Anna zu Toerring-Jettenbach (* 11. Oktober 1863; † 26. Februar 1888), eine Tochter des Grafen Clemens Maria zu Toerring-Jettenbach. Die Ehe blieb kinderlos.
Aus seiner Am 21. Februar 1891 mit der Engländerin Mary Annette Beauchamp geschlossenen Ehe stammen:
- Eva Sophia Luise Anna Felicitas (* 8. Dezember 1891) ⚭ 1920 (Scheidung 1927) Eustace Langlaws Graves
- Elisabeth Irene (* 15. Februar 1893; † 19. Mai 1976) ⚭ 1917 Corvin MacMillin Butterworth († 1970)
- Beatrix Edith (* 3. April 1894) ⚭ 1919 Freiherr Anton von Hirschberg (* 20. Nov 1878; † 1. Dezember 1960), Generalleutnant z.D.
- Felicitas Joyce (* 29. Juli 1899; † 3. Juni 1916)
- Henning Bernd (* 27. Oktober 1902; † 1968)

⚭ 1924 (Scheidung 1946) Rebecca LeBreton (* 27. März 1900; † 1972)
⚭ 1947 Beulah Ellis (* 22. November 1905; † 1965)

## Schriften (Auswahl)
- Das Blanko-Termingeschäft in Getreide. 1896, 39 S.
- Über das Auftreten erblicher Eigenschaften beim Weizen durch äußere Einflüsse. Jahresbericht der Vereinigung für Angewandte Botanik, Band 6, 1908, S. 118 ff.
- Europas Kartoffelbau in Gefahr. Fühlings Landwirtschaftszeitung 57, 1908, S. 102.
- Der Preußische Wassergesetzentwurf von 1907: Bericht über die Verhandlungen des Unterausschusses der Deutschen Landwirtschafts-Gesellschaft für Wasserrecht im Oktober 1908. Puttkammer & Mühlbrecht, Berlin, 1909.
- Kartoffelzüchterische Fragen und Beobachtungen. Jahresbericht der Vereinigung für Angewandte Botanik. 1909, S. 118 ff.